# Juan Lovera
Juan Lovera (Caracas, 11 de julio de 1776 - 20 de enero de 1841) fue un pintor venezolano de inicios del siglo XIX. Sus obras más conocidas son El  tumulto del 19 de abril de 1810 y El 5 de julio de 1811, pinturas de tema histórico que representan la declaración y la firma del acta de Independencia de Venezuela ante España.

## Biografía

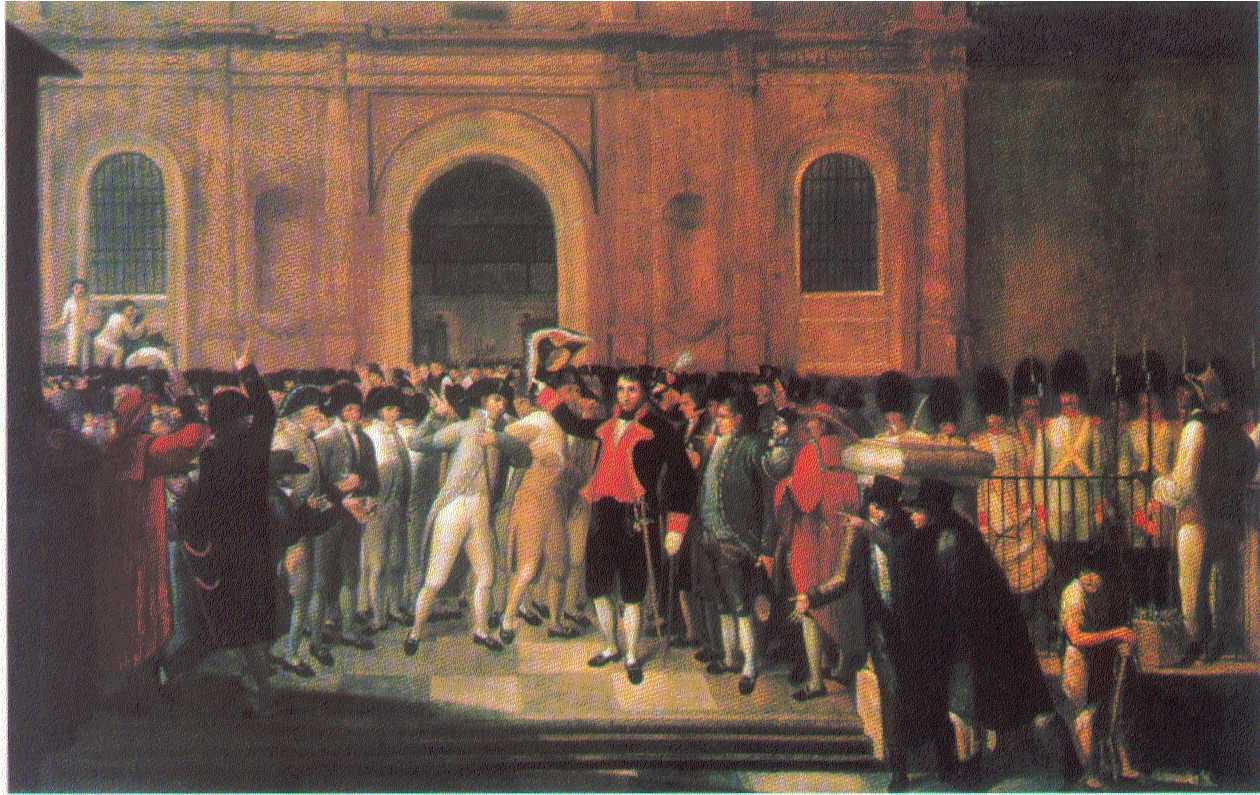
El tumulto del 19 de abril de 1810 (Óleo sobre tela 139 x 98cm). Colección del Palacio Municipal de Caracas.

Nació en Caracas el 11 de julio de 1776, hijo del cerero Atanasio Lovera y de Juana Rosalba Arrechederra, ambos pardos libres. Realizó sus primeros estudios en el Convento de San Jacinto de los frailes dominicos. Asistió al taller del pintor y dorador Antonio José Landaeta, en calidad de aprendiz, en donde tuvo como condiscípulo al artista José Hilarión Ibarra. Según el historiador Manuel Landaeta Rosales, tras la muerte de su maestro, Lovera instala su propio taller en donde habría pintado un retrato del sabio alemán Alejandro de Humboldt durante su visita a Caracas en 1799.
Hacia 1804 asistió, junto al artista José de la Cruz Limardo, a clases de dibujo en la academia privada del pintor italiano Onofre Padroni en Caracas. En 1808 Lovera trabajó en la reconstrucción de la iglesia parroquial de La Victoria (Estado Aragua), restaurando el retablo y pintando un cuadro del Padre Eterno. 
En enero de 1811 es mencionado en un breve artículo escrito por Francisco Isnardi, publicado en El Mercurio Venezolano de Caracas. Isnardi refiere que Lovera estaba pintando una copia de Los cuatro elementos del pintor francés Charles Lebrun y merecía la protección del nuevo gobierno republicano. Esta nota se considera la primera crítica de arte en Venezuela.
Militó por la causa independentista de los territorios americanos, lo que le valió ser perseguido tras el triunfo del realista Domingo de Monteverde (1812). Cuando el ejército de José Tomás Boves invadió Caracas en 1814, migró a Cumaná, donde impartió clases de pintura. Sin embargo, el historiador Carlos Duarte afirma que Lovera habría viajado por las Antillas: Puerto Rico, Martinica o Curazao, regresando a Caracas hacia 1820, año en el cual pinta La Divina Pastora, lienzo de tema religioso conservado en la Galería de Arte Nacional. Tras su regreso imparte clases de dibujo en la escuela pública dirigida por Felipe Limardo. Por ello, el 13 de febrero de 1821  firma una carta junto a este y al músico Lino Gallardo solicitando al Ayuntamiento que aumente la subvención que recibe la escuela.
En septiembre de 1821 es designado como Corregidor segundo de Caracas por mandato del vicepresidente general Carlos Soublette. Un año más tarde se desempeñó como alcalde ordinario de segunda elección del Cabildo caraqueño. En 1824 fue nombrado representante en el Congreso y en 1836 concejal suplente del Ayuntamiento.
A partir de 1824 realizó retratos de ciudadanos notables de la sociedad caraqueña como José Antonio Páez, Cristóbal Mendoza, Juan de la Madriz, José María Vargas, Mariano Herrera Toro, Tomás Hernández de Sanabria, José Joaquín Hernández y Lino Gallardo. El prestigio de Juan Lovera crece en la ciudad, al punto que en 1825 se le convoca junto al escultor José de la Merced Rada, para elaborar una estatua ecuestre del Libertador que sería instalada en la Plaza de San Jacinto, pero esta no se realiza por falta de recursos.  En 1827 habría pintado algunos retratos de Simón Bolívar durante la última visita de este a Caracas. Uno de esos retratos es enviado al pintor estadounidense John Neagle en Filadelfia, cuadro que estuvo en la colección de la Sociedad Histórica de Pensilvania, fundada en 1824.  
En 1828 el coronel Francisco de Paula Avendaño, fundó el primer taller litográfico de Venezuela en La Guaira. Ese mismo año traslada el taller a Caracas e invita a Juan Lovera a realizar obras con la nueva técnica. Por lo que Lovera junto a Avendaño serían los primeros en experimentar con la litografía en Venezuela.  
En 1835 pintó El tumulto del 19 de abril de 1810 que obsequia a la Diputación Provincial de Caracas, junto a una carta que explica su intención de preservar la memoria de tan importante suceso histórico. En 1838 pinta su obra El 5 de julio de 1811, que esta vez obsequia al Congreso Nacional. En la parte inferior de este último cuadro dibuja a cada personaje firmante, acompañado de una guía numérica con los nombres respectivos. Ambos cuadros se exhiben en la Capilla Santa Rosa de Lima, Caracas. 
Los últimos años de su vida se dedica a enseñar en una academia de dibujo dirigida por Vicente Méndez. En esta habría sido maestro de los pintores Pedro Lovera y Celestino Martínez.
Juan Lovera ejerce el oficio de pintor por más de cuarenta años. Fallece el 20 de enero de 1841 en su ciudad natal. En su testamento afirma estar soltero y sin hijos.

## Polémica sobre suAutorretrato
En 1951 el crítico de arte Enrique Planchart consideró el pequeño dibujo en creyón sobre papel (10.3 x 7.2 cm), que se conserva en la Galería de Arte Nacional, como un Autorretrato de Juan Lovera. Esto fue descartado por el historiador Carlos Duarte, quien considera que el dibujo fue realizado hacia 1850-1860 y posiblemente es el rostro de Pedro Lovera. Todavía no se ha podido aclarar el parentesco entre los pintores Juan y Pedro Lovera. Algunos historiadores como Manuel Landaeta Rosales sostienen que Pedro Lovera (1826-1914) era hijo de Juan Lovera. Otros como Carlos Duarte afirman que fue su sobrino.

## Misceláneas
- En 1906 el historiador Manuel Landaeta Rosales aporta los primeros datos biográficos sobre el artista.
- En 1939 se incluye su obra La Divina Pastora (1820) en la primera exposición sobre Pintura colonial venezolana organizada en el Museo de Bellas Artes de Caracas.
- En 1951 el crítico de arte Enrique Planchart publica un artículo en la Revista Nacional de Cultura en el cual analiza por primera vez algunas obras de Juan Lovera.
- En 1960 se realiza la primera exposición de 21 obras atribuidas a Juan Lovera bajo la curaduría del historiador del arte Alfredo Boulton en Museo de Bellas Artes de Caracas. La mayoría de sus obras no están firmadas.
- En 1976 se trasladó su obra El 5 de julio de 1811 del Congreso Nacional al Consejo Municipal del Distrito Federal en intercambio por la obra con el mismo tema pintada por Martín Tovar y Tovar en 1883. Desde entonces está exhibida en la Capilla de Santa Rosa de Lima, lugar en donde se firmó el acta de independencia.[17]
- En 1978 se realiza la exposición Juan Lovera y su tiempo, con todas las obras atribuidas al artista, en la Galería de Arte Nacional, Caracas.
- Entre 1972 y 1996 el Museo Caracas organizaba un Salón de Artes Visuales Juan Lovera. A partir de 1997 se convirtió en el Premio Municipal de Artes Visuales Juan Lovera.
- Desde 1978 el Salón anual Arturo Michelena organizado por el Ateneo de Valencia (estado Carabobo) entrega el Premio Juan Lovera.

## Colecciones
Su obra pictórica se conserva en las siguientes colecciones públicas:
- Residencia Presidencial La Casona
- Galería de Arte Nacional, Caracas
- Casa Natal del Libertador, Caracas
- Banco Central de Venezuela
- Fundación Polar, Caracas
- Museo Caracas
- Palacio Municipal de Caracas
- Palacio de las Academias, Caracas
- Museo Bolivariano, Caracas

## Galería de obras

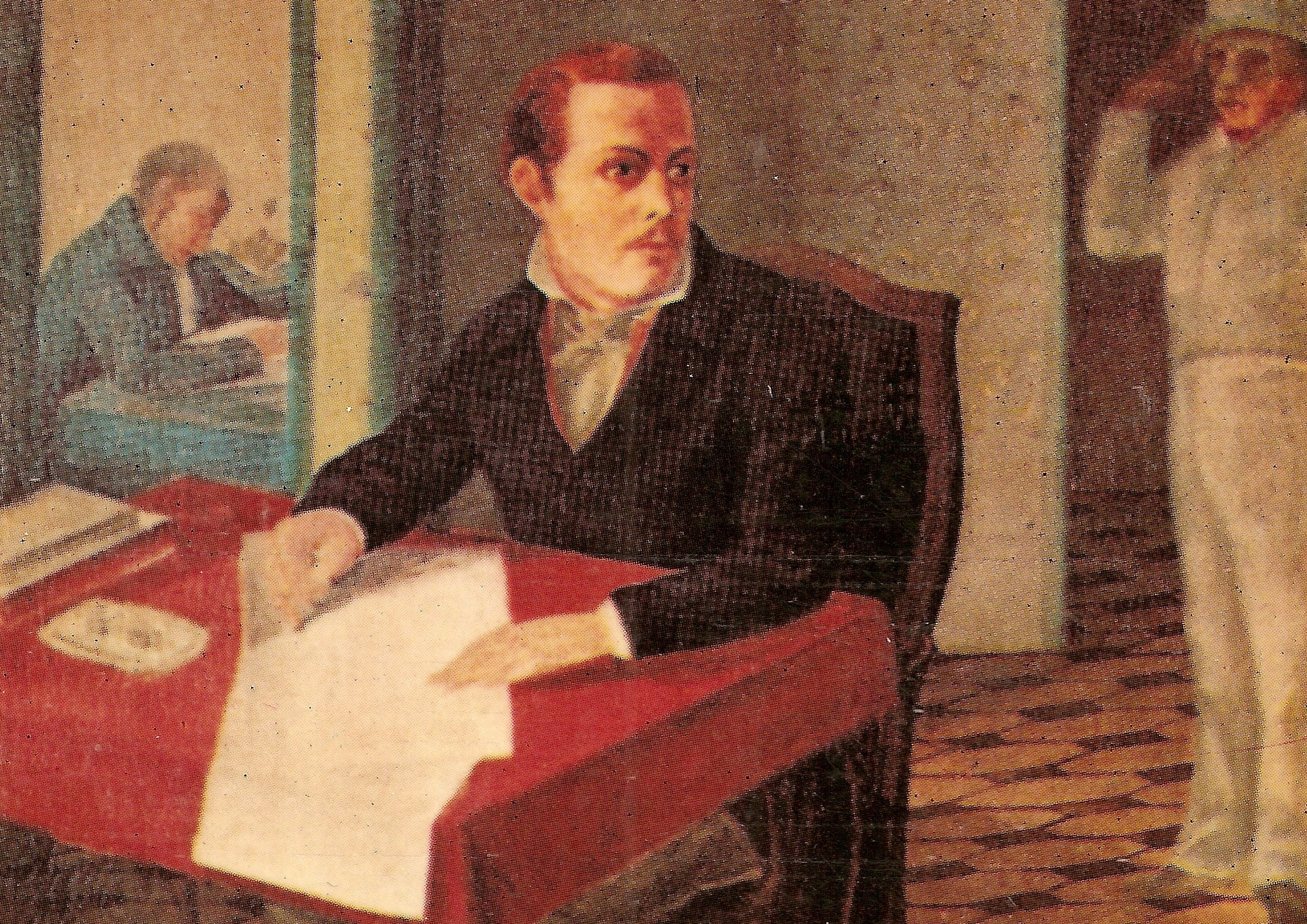
Detalle de Retrato de Antonio Muñoz Tebar (c.1813). Óleo sobre tela, 97 x 76.5 cm, Casa Natal del Libertador.
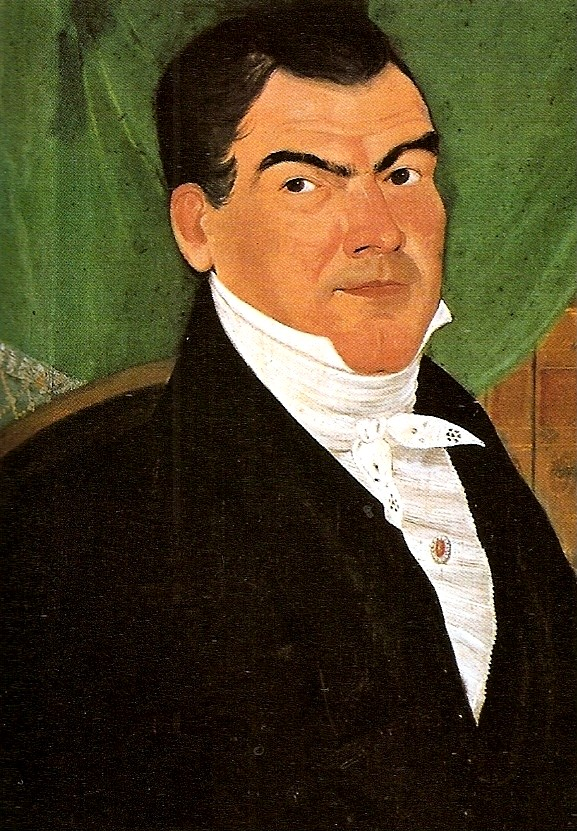
Retrato de Francisco Antonio Paúl (c. 1820). Óleo sobre tela, 56 x 42 cm, Galería de Arte Nacional.
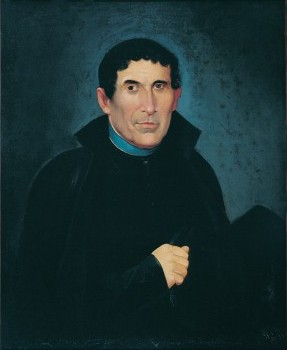
Presbítero Dr. Domingo Sixto Freites (1831). Óleo sobre tela, 71 x 57.5 cm, Galería de Arte Nacional.
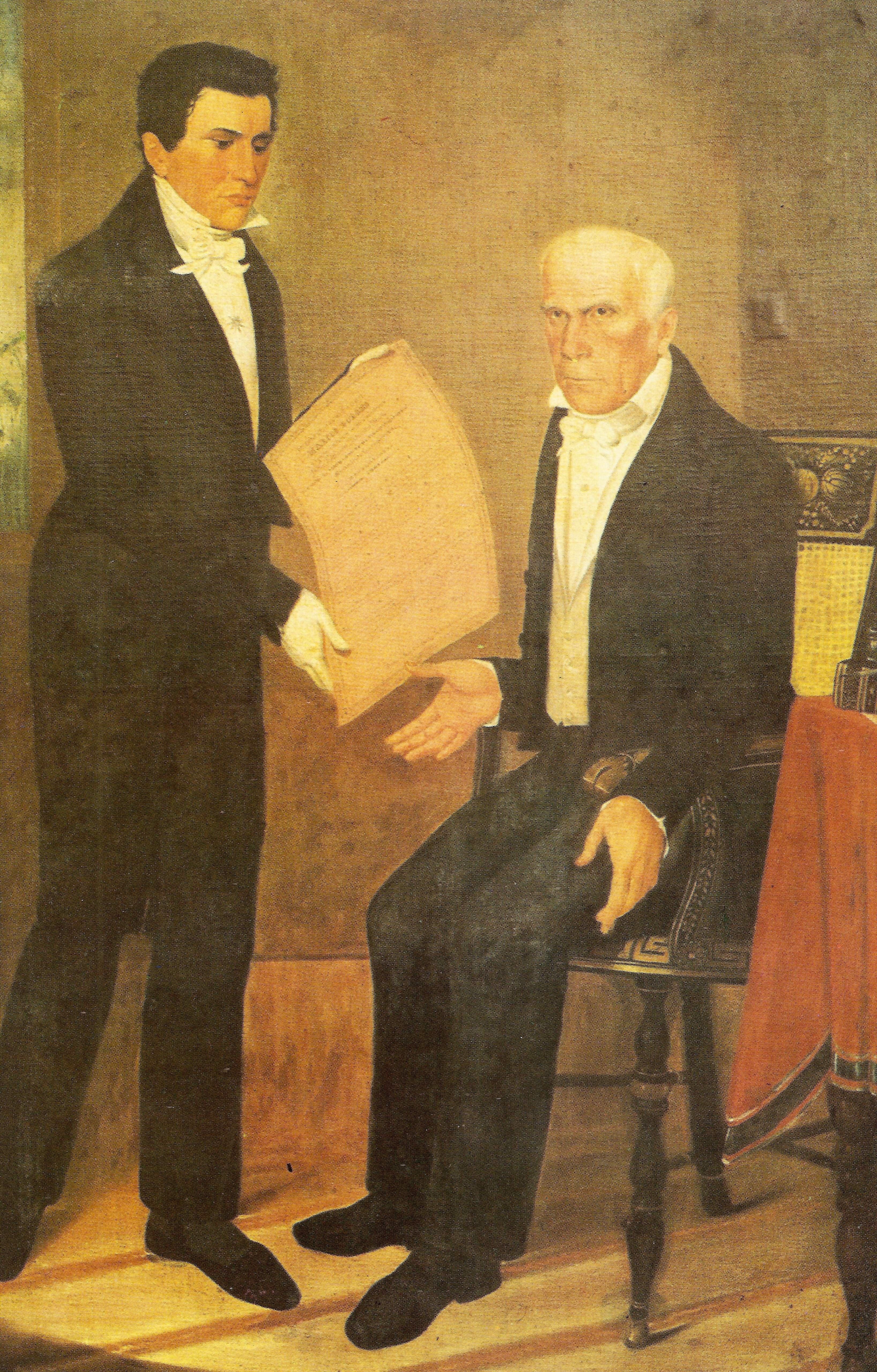
Retrato de don Marcos Borges y su hijo Nicanor (1838). Óleo sobre tela, 160 x 105.5 cm, Galería de Arte Nacional.
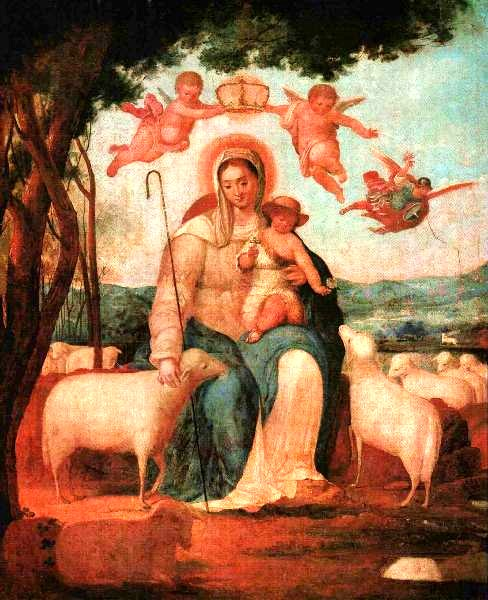
La Divina Pastora (c. 1820). Óleo sobre tela, 124.5 x 103 cm, Galería de Arte Nacional.
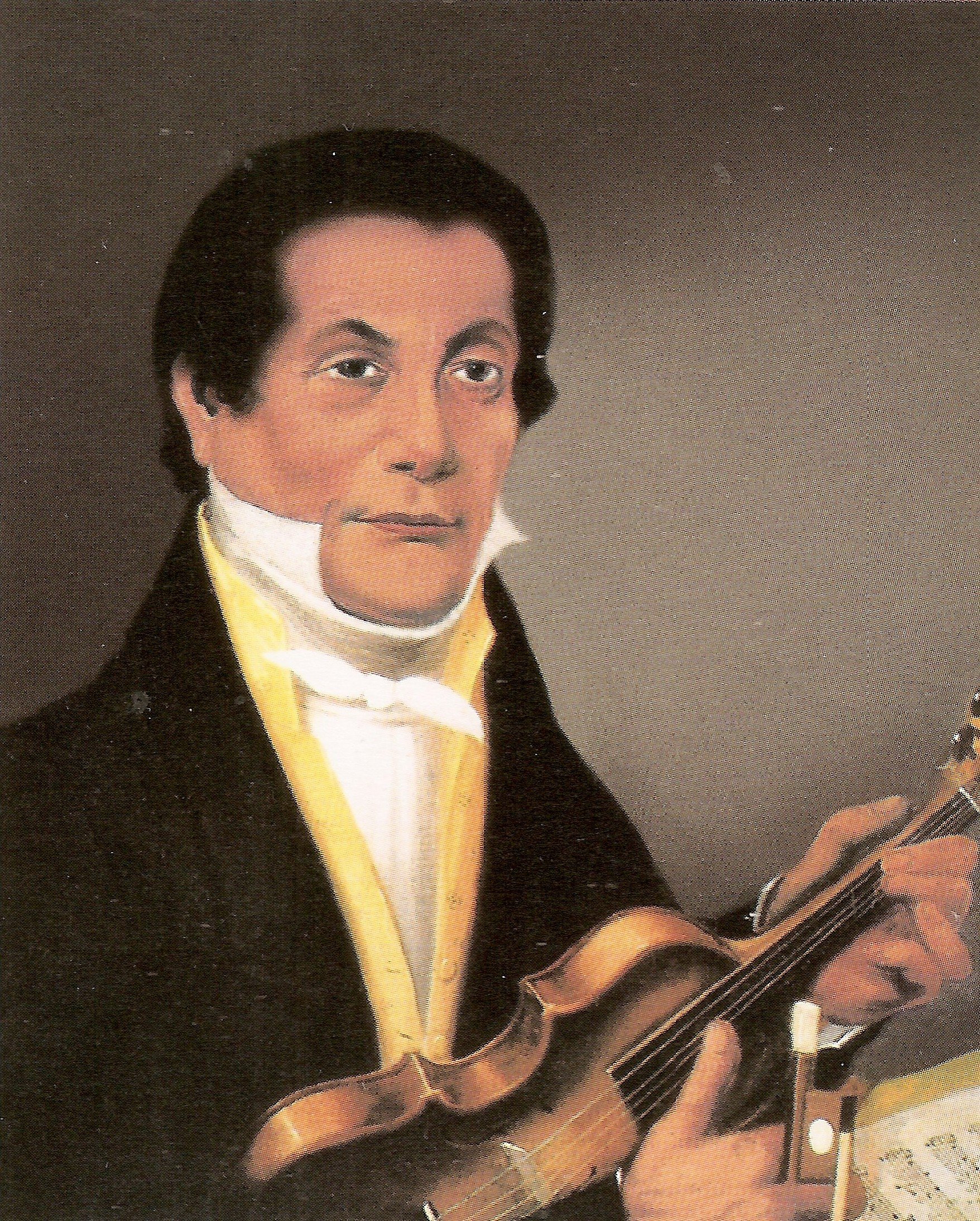
Lino Gallardo (c.1830). Óleo sobre tela, 65.3 x 53 cm, Galería de Arte Nacional.
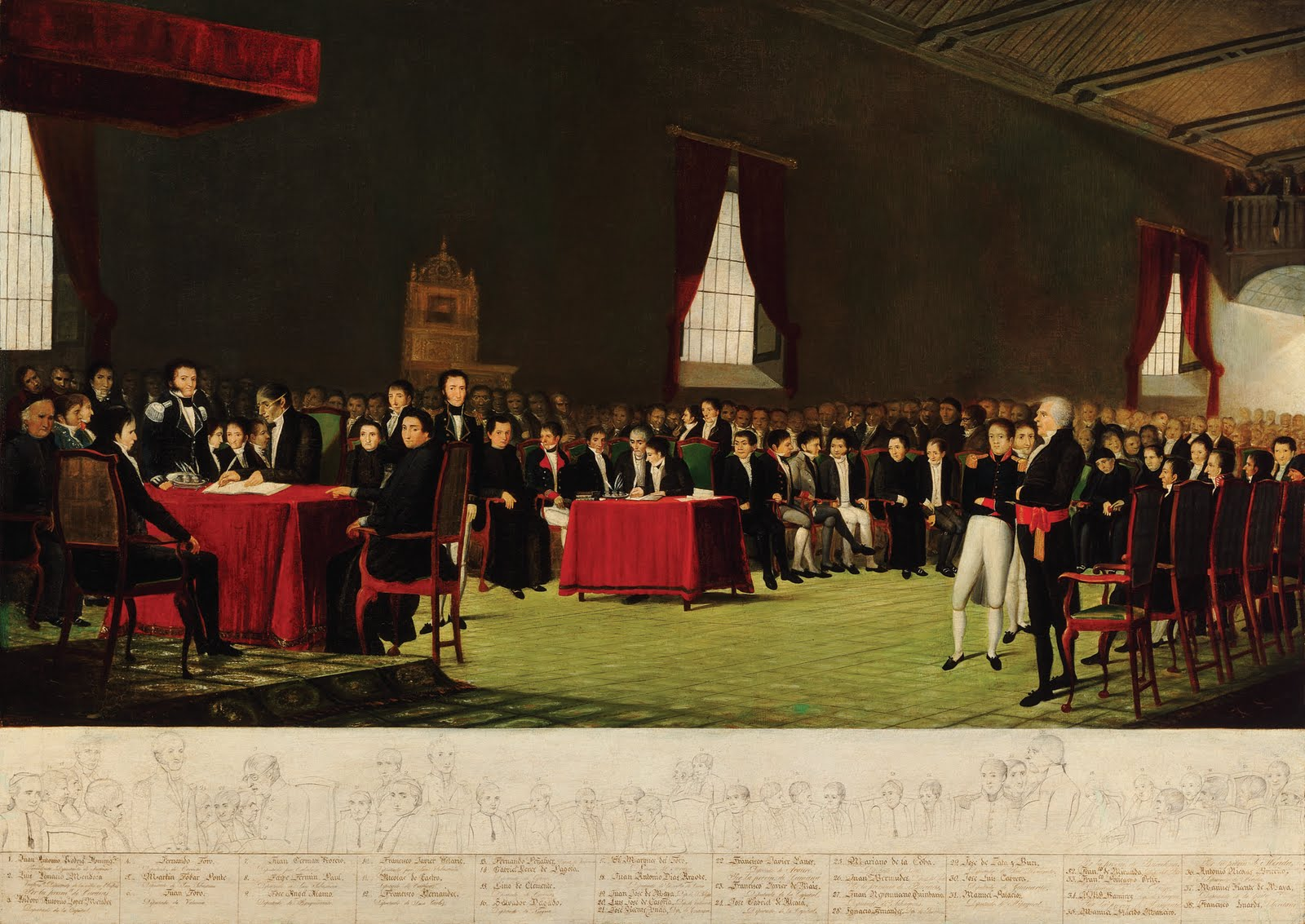
El 5 de julio de 1811 (1838). Óleo sobre tela, 97.5 x 138 cm, Palacio Municipal, Caracas.